# Lac Sevier
Le lac Sevier est un lac intermittent, situé dans la partie la plus basse du désert de Sevier, dans le comté de Millard en Utah.

## Présentation
Comme le Grand Lac Salé et le lac Utah, c'est l'un des vestiges les plus importants du Lac Bonneville qui recouvrait la majeure partie de l'État à l'époque préhistorique. Le lac Sevier est un lac endoréique — du grec ancien ῥεῖν / rheîn adjoint du préfixe endo- (en dedans) — c'est-à-dire un bassin fermé retenant l'eau qu'il reçoit, sans la redonner à des rivières ou à l'océan. Alimenté principalement par la rivière  Beaver et la Sevier, il a été à peu près à sec pendant toute son histoire connue.

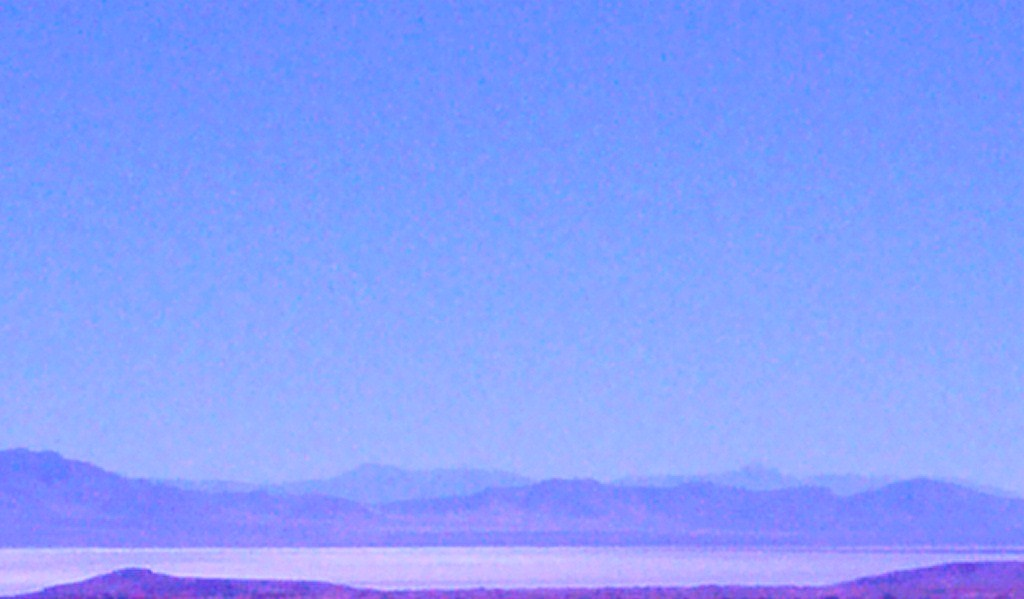
Le lac Sevier dans le comté de Millard, Utah.

Les premières observations enregistrées datent de 1872 : elles indiquent que la surface du lac est de 188 miles² (environ 487 km²), que la salinité mesurée est de 86‰, deux fois et demi celle de l'océan, et que la profondeur maximum est de 15 pieds (environ 4,5 m). En janvier 1880, le lac est reporté comme à peu près sec, et l'ayant été dans l'année ou les deux années précédentes. La Sevier River qui y coulait autrefois est alors en grande partie détournée pour l'irrigation. En 1987, cependant, le lac ressemble à nouveau à sa description de 1872.

## Sources
- Terminal Lake Systems - Lac Sevier. Utah Water Research Laboratory, Utah State University
- Utah History Encyclopedia.
- USGS Water Resources. Liens pour le lac Sevier
- Inondation de la Sevier River 1983-1984. WaterHistory.org

- (en) Cet article est partiellement ou en totalité issu de l’article de Wikipédia en anglais intitulé « Sevier Lake » (voir la liste des auteurs).